# Sphagnum mirum
Sphagnum mirum là một loài rêu trong họ Sphagnaceae. Loài này được Flatberg & Thingsg. mô tả khoa học đầu tiên năm 2003.